# 沼津インターチェンジ
沼津インターチェンジ（ぬまづインターチェンジ）は、静岡県沼津市に所在する、東名高速道路のインターチェンジである。伊豆縦貫自動車道とのジャンクションの機能を兼ねている。
また、当インターチェンジに近接する高速バスの東名沼津バスストップについても本項で記述する。

## 概要
静岡県東部の主要拠点に位置付けられ、当該地区における高速自動車国道のインターチェンジでは最多となる通行台数を抱えている。沼津市・三島市両市街のほか名古屋・大阪方面から伊豆・箱根への玄関口として行楽時はたびたび混雑する。高速バス・路線バスの沼津バスストップ（東名沼津バス停）を併設するが、高速バスの停車便数は最盛期より減少している。
かつてはインターチェンジ出入口から県道83号沼津インター線に直結していたため、沼津インターチェンジの北側（後述）へ向かう場合も、一旦南下した後に市道を経由して県道405号足高三枚橋線へ向かう必要があった。2008年8月26日からは県道405号足高三枚橋線への出入ルートが完成したため、北方面とのアクセスが格段に向上した。これに合わせて料金所出口のETCレーンも変更されている。また、伊豆縦貫自動車道の供用に合わせて、インターチェンジ出口に専用レーンが3つ設置された。

## 道路
- E1 東名高速道路（8番）

## 接続する道路
直接接続
- 静岡県道83号沼津インター線
- 静岡県道405号足高三枚橋線[1]
- E70 伊豆縦貫自動車道（東駿河湾環状道路）

間接接続
- 国道246号（裾野バイパス）
- 国道1号（沼津バイパス）
- 国道414号

## 歴史
- 1969年（昭和44年）3月31日 - 東名高速道路沼津IC開通[2]
- 2008年（平成20年）8月26日 - 静岡県道405号足高三枚橋線に接続
- 2009年（平成21年）7月27日 - 伊豆縦貫自動車道に接続

## 料金所
- ブース数 : 10

### 入口
- ブース数 : 3
  - 番号：1番から3番
  - ETC専用 : 1
  - ETC/一般 : 1
  - 一般 : 1

### 出口
- ブース数 : 7

県道方面
沼津インター線は左側を、足高三枚橋線は右側を通過する。
- ブース数 : 4（番号：7番から10番）
  - ETC専用 : 3
  - 一般 : 1

伊豆縦貫道方面
- ブース数 : 3（番号：4番から6番）
  - ETC専用 : 2
  - 一般 : 1

## 周辺

### 観光地
- 沼津市内
  - 千本松原
  - 沼津港
  - 沼津御用邸記念公園
  - あわしまマリンパーク
  - 伊豆・三津シーパラダイス
  - 大瀬崎
  - 戸田温泉
- 伊豆半島

### 公共施設
- 静岡県警察東部運転免許センター
- 沼津市立門池小学校
- 沼津市立金岡小学校
- 沼津市立門池中学校
- 沼津市立金岡中学校

### ショッピング
- ヤマダデンキテックランド沼津店（南東へ車1分)
- 沼津ぐるめ街道
- マックスバリュ沼津沼北店 - かつては、同市松沢町にあった。

### スポーツ施設
- 愛鷹広域公園多目的競技場

### 駅
- 大岡駅（JR御殿場線）
- 下土狩駅（JR御殿場線）
- 長泉なめり駅（JR御殿場線）

## その他
- 本ICから国道1号との立体交差にかけての道路（静岡県道83号沼津インター線、国道246号）は、通称「沼津ぐるめ街道」と呼ばれ、レストランや干物店などが軒を並べている。
- 伊豆縦貫自動車道との接続に伴い、各種標識が設置・変更され、本線出口標識には「伊豆市」[3]を追加し、料金所手前には方面別の通行区分を促す誘導標識を新たに設置し、インターチェンジ周辺の道路や交差点等と同時に整備された。
- 出口ブース東側に静岡県警察高速道路交通警察隊沼津分駐隊が入る管理建物が在る。

## 隣
E1 東名高速道路
(7-3) 裾野IC - (8) 沼津IC - (8-1) 愛鷹PA/SIC - (9) 富士IC
E70 伊豆縦貫自動車道
(8) 沼津IC - (1) 沼津岡宮IC

## 沼津バスストップ
沼津バスストップ（ぬまづバスストップ）は、沼津インターチェンジの料金所外に設置されたバス停留所 (BS) である。
旅客案内上では、『東名沼津』（とうめいぬまづ）とも呼ばれる。
東名ハイウェイバスの急行便が停車する。かつては特急便も停車したことがあったが、インターチェンジの外にある制約や料金所付近の混雑が激しいため、隣接の愛鷹バスストップへ移行し停車便数は減少した。
富士急シティバスが運行する東京 - 沼津線も裾野インターチェンジを利用するため、当バス停には停車しない。

### 歴史
- 1969年6月10日開設

### 停車する路線
- 東名ハイウェイバス急行便（東京駅～東名沼津～静岡駅）（JRバス関東、JR東海バス）
- 成田空港～沼津インター・富士駅・鷹岡車庫（京成バス、富士急静岡バス）

### 隣接のバス停
- 愛鷹BS - 沼津BS - 裾野BS

### 乗り換え
同名の一般路線バス停がある。
- 富士急シティバス 沼津駅 - 沼津ゴルフ場線

かつては三島駅行きのバスもあったが、廃止されている。